# 1977年ブリティッシュ・エアツアーズ ボーイング707離陸失敗事故
1977年ブリティッシュ・エアツアーズ ボーイング707離陸失敗事故は、1977年3月17日にパイロット訓練中だったブリティッシュ・エアツアーズのボーイング707が、グラスゴー・プレストウィック空港で離陸に失敗した事故。乗員4人は全員無事だった。

## 事故機
事故機のボーイング707-436（機体記号G-APFK）は1960年に初飛行を行っていた。製造番号は17712で、4基のロールス・ロイス社製コンウェイ508エンジンを搭載していた。1960年9月29日から英国海外航空で運用され、1971年12月にBEAエアツアーズに移籍し、最終的に1974年4月1日から、ブリティッシュ・エアツアーズ所属となった。

## 当日のG-APFK
事故機の乗員は計4名で、副操縦士訓練生（29歳）と機長（48歳）、航空機関士役として機長訓練生、他に機長訓練生の監督官として副操縦士1名が機長の後ろに座った。副操縦士訓練生が右の操縦席に、機長が左の操縦席に着いた。プッシュバックとエンジン始動手順を行った後、機長は管制からの横風情報を離陸を担当する副操縦士訓練生に伝えた。風の予測は18ノットから35ノットだった。この訓練飛行に便名はなかった。
この日はエンジン1基喪失を想定した離陸訓練だった。

## 事故の経緯
管制官から離陸承認を受けた後、G-APFKは滑走路31に移動し、訓練生によってエンジン最大出力で離陸を開始した。機体速度がVR（125ノット (232 km/h)）に達して離陸したところで、機長は第1エンジンのスロットルを閉じて「第1エンジン故障」と言い、訓練生は「了解」と応じた。訓練生は方向舵に左トリムを使い、機体は20–30フィート (6.1–9.1 m)上昇した。そこから機体は降下し始め、左主翼が20度落ちて第1エンジンが滑走路31の左の縁を打った。機体は次に右にヨーイングしつつ右にロールして沈み込み、第4エンジンから地面に接触した。機体は滑走路上で機首が更に右に振れて横向きに滑り、全エンジンが脱落し降着装置が折れた。滑走路3と滑走路21の交差点付近で機体は停止して出火。外部の火はすぐ消し止められたが内部の鎮火には約50分かかった。脱出の際に乗員1人が負傷した。

## 事故調査
AAIBは、事故翌日から調査を開始した。フライトデータとコックピットレコーダーから、同機がエンジン故障を想定したエンジン再始動または停止手順の訓練中だったことが判った。AAIBはその際に乗員の対処が標準より緩慢だったと指摘した。通常ならパイロットは故障したエンジンに1秒半で対処しなければならないが、副操縦士訓練生は2〜3秒かかっていた。

### 事故原因
1年4ヵ月間の調査後、AAIBは1978年9月に最終報告書を発表し、事故原因を「離陸時の外側エンジン故障を想定した訓練において、修正操作の遅延により制御を喪失したこと」とした。

## 事故後
事故機のG-APFKは事故と火災により修理不能な損傷を負い、1978年に除籍、1979年に解体された。

### 註釈
1. ↑  トーマス・クック航空の前身の一つ
2. ↑  現在のブリティッシュ・エアウェイズの前身の1つ。